# Amerikaanse congresverkiezingen 2010
De Amerikaanse congresverkiezingen van 2010 werden gehouden op dinsdag 2 november 2010. Het waren verkiezingen voor het Amerikaans Congres. In totaal werden 440 leden van het Amerikaans Huis van Afgevaardigden gekozen (waarvan 435 met stemrecht), en een derde van de Amerikaanse Senaat (de Class I-senatoren). 
In een even jaar waarin er geen presidentsverkiezing maar wel congresverkiezingen gehouden worden, wordt de verkiezing ook wel een mid-term election genoemd, omdat de verkiezing ongeveer in het midden van de ambtstermijn van een president valt.
Tegelijk met de Congresverkiezingen werden in de meeste staten ook lokale verkiezingen voor de wetgevende vergaderingen en gouverneursposten gehouden alsmede referenda en andere initiatieven, waaronder Proposition 19.

## Resultaten

### Huis van Afgevaardigden
|  |                                | Behouden door Democraten |
|  | Bijgewonnen door Democraten    |                          |
|  | Behouden door Republikeinen    |                          |
|  | Bijgewonnen door Republikeinen |                          |
|  | Geen verkiezing                |                          |

Bij de verkiezingen voor het Huis van Afgevaardigden wonnen de Republikeinen ongeveer 64 zetels ten opzichte van 2008 en veroverden daarmee de meerderheid op de Democraten. 

### Senaat
|  |                                | Behouden door Democraten |
|  | Behouden door Republikeinen    |                          |
|  | Bijgewonnen door Republikeinen |                          |
|  | Geen verkiezing                |                          |
|  | Nog onbeslist                  |                          |

Ook in de Senaat boekten de Republikeinen een overwinning en gingen zes zetels bezet door Democraten over in de handen van de oppositie. De Democraten behouden in de Senaat echter wel hun meerderheid.
De uitslag werd gezien als een motie van wantrouwen jegens het beleid van president Barack Obama en werd mede bepaald door de in 2009 opgekomen Tea Party-beweging.
In de strijd om de gouverneurszetels boekten de Republikeinen een winst van 12 staten terwijl de Democraten drie gouverneurszetels wonnen die in Republikeinse handen waren.